# Avantgardní jazz
Avantgardní jazz (známý také jako avant-jazz a experimentální jazz) je hudební styl a způsob improvizace, který kombinuje avantgardní uměleckou hudbu a kompozici s jazzem. Vznikl v padesátých letech 20. století a vyvíjel se v šedesátých letech. Původně byl synonymem pro free jazz, více avantgardní jazz se od tohoto stylu odlišoval.

## Historie

### Padesátá léta
Avantgardní jazz vznikl v polovině až koncem padesátých let 20. století ve skupině improvizátorů, kteří odmítali konvence bebop a post bop ve snaze stírat rozdíl mezi psaným a spontánním. Začalo to být aplikováno na hudbu odlišnou od free jazzu, s důrazem na strukturu a organizaci pomocí komponovaných melodií, posunu, ale přesto předem určených metrů a tonalit a rozdílů mezi sólisty a doprovodem.

### Šedesátá léta
V Chicagu začala Asociace pro povýšení kreativních hudebníků (AACM) sledovat vlastní rozmanitost avantgardního jazzu. Hudebníci AACM (Muhal Richard Abrams, Anthony Braxton, Roscoe Mitchell, Hamid Drake a Art Ensemble of Chicago) inklinovali k eklekticismu. Básník Amiri Baraka, důležitá postava černého uměleckého hnutí (Black Arts Movement), nahrál stopy mluveného slova s uskupením New York Art Quartet („Black Dada Nihilismus,“ 1964, ESP) a se Sunnym Murraym („Black Art,“ 1965, Jihad).